# Glasford
Glasford är en ort i Peoria County i delstaten Illinois, USA.